# المورمونية والعنف
استخدم المورمون العنف كثيرًا في التاريخ الديني وتعرضوا له على حد سواء. استُخدم العنف كشكل من اشكال السيطرة في بداية تاريخ الولايات المتحدة. يستخدم كثير من الأشخاص من مختلف الأديان العنف لمضايقة واضطهاد الأشخاص الذين يعتنقون معتقدات دينية مختلفة. تعرض المورمون لاضطهاد عنيف ودُفِعوا من أوهايو إلى ميسوري، ومن ميسوري إلى إلينوي، ومن إلينوي غربًا إلى يوتا. وقعت مذابح وحوادث حرق ونهب للمنازل، أعقبها اغتيال نبيهم جوزيف سميث. توفي سميث متأثرًا بعدة جروح ناجمة عن طلقات نارية في معركة بالأسلحة النارية أثناء سجنه في كارثج، دافع سميث عن نفسه بمسدس صغير هربه إليه سايروس ويلوك بينما كان يحاول حماية نفسه من حشد غير شرعي. وقعت حوادث بارزة ارتكب فيها المورمون أعمال عنف. أحرق المرمون ونهبوا مقاطعة داڤيس بتوجيه من أنبياءهم ورسلهم، وهاجموا وقتلوا أعضاء ميليشيا ولاية ميسوري، ونفذوا أمرًا بإبادة التيمبانوغوس. قاد زعماء مورمون آخرون مذبحة المروج الجبلية، ومذبحة باتل كريك، ومذبحة سيركليفيل. وكان المورمون أيضًا جزءًا رئيسيًا في عدة حروب، بما في ذلك حرب المورمون لعام 1838، وحرب وولكر، وحرب الصقور السود.
أثرت ذكرى هذا العنف على تاريخ حركة قديسي اليوم الأخير وعلى عقائدها. 

## تاريخ العنف الديني ضد المورمون
اتسم تاريخ المورمون الأوائل بالعديد من حوادث العنف، التي ساعدت في تشكيل وجهات نظر الكنيسة حول العنف. وقعت أولى الحوادث المؤثرة في ميسوري. يميل المورمون الذين عاشوا هناك إلى التصويت ككتلة واحدة، وهو ما يؤدي في كثير من الأحيان إلى الإطاحة بالقيادة السياسية المحلية. انتهت الخلافات إلى أعمال عدائية وإلى صدور أمر تنفيذي في نهاية المطاف (يسمى في كثير من الأحيان أمر الإبادة) عن حاكم ولاية ميسوري ليلبورن بوغز أعلن فيه أنه «يجب معاملة المورمون كأعداء، ويجب إبادتهم أو طردهم من الدولة». بعد ثلاثة أيام، هاجمت وحدة من الميليشيات مستوطنة مورمونية أثناء احتفالهم بطاحونة هاون، ما أسفر عن مقتل ثمانية عشر من المورمون دون وجود أفراد من الميليشيا. لم يُلغ أمر الإبادة رسميًا حتى عام 1976.
يعزى نشوب النزاعات في مدينة ناوفو، إلينوي، في أغلب الأحيان لميل المورمون إلى «الهيمنة على الحياة الاجتماعية والاقتصادية والسياسية أينما ووقتما وطأوا». أصبحت مدينة نافو أكبر مدينة في إيلينوي، وغالبيتها من المورمون، واستمر نافو ليجن «فيلق نافو» (الميليشيا التي نظمها المورمون) في النمو. من بين القضايا الخلافية الأخرى الزواج التعددي، وحرية التعبير، والآراء المناهضة للعبودية أثناء حملة سميث الرئاسية، وتأليه الإنسان. بعد تحطيم صحيفة ناوفو إكسبوزيتور، اعتقل جوزيف سميث وسجن في سجن كارثج وهناك قتله جمهرة من الناس في السابع والعشرين من يونيو عام 1844. اشتد النزاع في إيلينوي حتى أن معظم سكان ناوفو هربوا عبر نهر المسيسيبي في فبراير 1846.
أسس المورمون مجتمعًا يبعد مئات الأميال عن وادي سولت ليك في عام 1847، ثم أقنع الناشطون المناهضون للمورمون في إقليم يوتا الرئيس بيوكانان بأن المورمون في الإقليم كانوا متمردين ضد الولايات المتحدة تحت قيادة بريغهام يونغ. أرسل بيوكانان في عام 1857 ثلث جيش الولايات المتحدة الدائم إلى يوتا استجابة لذلك فيما يعرف بحرب يوتا. خلال حرب يوتا، وقعت مذبحة ماونتن ميدوز.

## آراء المورمون بشأن عقوبة الإعدام

### عقوبة الإعدام في النصوص المقدسة لدى المرمون
لا ينفرد المورمون بالتبرير الديني لعقوبة الإعدام (غاردنر 1979، الصفحة 10).

### العقاب
أيَّد جوزيف سميث -مؤسس حركة قديسي الأيام الأخيرة- بقوة عقوبة الإعدام، وفضل أساليب الإعدام التي تشتمل على إراقة الدماء عقابًا على جرائم سفك الدماء. علَّق هو أو كاتبه في سنة 1843 أن طريقة الإعدام الشائعة اليوم بين الشعوب المسيحية هي الإعدام شنقًا، «بدلًا من إراقة الدم عن الدم حسب شريعة السماء». قال رئيس الكنيسة جورج أ. سميث -الذي عارض عقوبة الإعدام- في حوار أُجري معه في الرابع من مارس 1843 إنه إذا سنحت له فرصة سن قانون لعقوبة الإعدام فإنه سيتوقف عن «شنق المُدان»، وبدلًا من ذلك «أطلق النار على رأسه وأسكب دمائه على الأرض وأترك دخانه يصعد إلى الله» (روبرتس 1909، ص 296). قال سميث في المؤتمر العام الذي عقدته الكنيسة في السادس من إبريل 1843 إنه «إذا عثرت على لص سأجتز عنقه. في حال لم أستطع تقديمه للعدالة». أيد سيدني ريغدون -مستشار سميث أثناء فترة الرئاسة الأولى- أيضًا عقوبة الإعدام التي تتضمن إراقة الدماء، قائلًا: «هناك رجال يقفون بين صفوفكم ولا يمكنكم أن تفعلوا معهم أي شيء سوى جز حنجرتهم ودفنهم». من ناحية أخرى، كان سميث على استعداد للتسامح مع وجود رجال «فاسدين كالشيطان» في ناوفو، إيلينوي، «كانوا مُدانين بجرائم قتل وسرقة» إن تضمن ذلك احتمالية أن «يأتوا إلى مياه المعمودية بالتوبة، وافتداء جزء من أيامهم الباقية المحدودة» (روبرتس 1932).
تبنى بريغهام يونغ -خليفة سميث في كنيسة قديسي الأيام الأخيرة- في البداية وجهات نظر حول عقوبة الإعدام مماثلة لتلك التي كان تبناها سميث. تحدث في السابع والعشرين من يناير 1845 باستحسان عن تسامح سميث مع «الرجال الفاسدين» في ناوفو الذين ارتكبوا جرائم قتل وسرقة على أمل أن يتوبوا ويعتمدوا (روبرتس 1932). من ناحية أخرى، في الخامس والعشرين من فبراير 1846، بعدما غادرت حركة قديسي الأيام الأخيرة ناوفو، هدد يونغ أتباعهم الذين سرقوا أغطية غطاء العربة وأخشاب السكة الحديدية بقطع حناجرهم «عندما يخرجون من المستعمرات ويمكنه إعطاء أوامر بذلك» (روبرتس 1932 ، ص 597). في وقت لاحق من تلك السنة، أعطى يونغ أوامر تقول: «إذا عُثر على رجل سارق، تُقطع حنجرته وتُرمى في النهر». ذكر يونغ أيضًا أن قطع رأس الخطاة كثيري ارتكاب الخطية «هو شريعة الله ويجب إنفاذها». لا توجد حالات موثقة لتنفيذ مثل هذا الحكم في مسيرة المورمون.
مارس يونغ السلطة التنفيذية في وادي سولت ليك، في حين عمل مجلس الخمسين كهيئة تشريعية. كانت السرقة أحد مخاوفه الرئيسة في مستعمرة المورمون الأولى، وأقسم أنه «لن يوجد لص في الوادي، لأنه سيقطع رؤوسهم أو يبتكر وسيلة ليفعل ذلك [كذا] مثلما عاش الرب». سجل أحد المورمون الذي استمع إلى إحدى مواعظ يونغ في عام 1849 أنه قال: «إذا ضُبِط أي شخص يسرق [كذا] سيُردى فورًا ويجب ألا يتعاطف معه أحد».
سمح أحد القوانين التي سرت في إقليم يوتا من عام 1851 إلى عام 1888 بإعدام الأشخاص المدانين بالقتل بقطع الرأس، لكن أحدًا لم يُعدم بتلك الطريقة خلال تلك الفترة (غاردنر 1979، ص 13).

### كفارة الدم
« كفارة الدم» هو المفهوم المثير للجدل بأن هناك خطايا معينة لا تنطبق عليها كفارة يسوع، وقبل أن يتمكن المورمون الذي ارتكب هذه الخطايا من الوصول لأعلى درجة من الخلاص، يجب عليه أن يكفر بنفسه عن الخطيئة «بأن يسفك دمه على الأرض، حتى يصعد دخانه إلى السماء ذبيحةً عن خطاياه» (يونغ 1856أ، ص 53). كان من المفترض أن يكون تكفير الدم طوعيًا من قبل الخاطئ، أو كان من المفترض أن يكون إلزاميًا في حكم ثيوقراطي نظري خُطط له في إقليم يوتا، ولكن كان من المفترض أن يُمارس بمحبة ورأفة تجاه الخاطئ، وليس رغبة في الانتقام (يونغ عام 1857، ص 220).